# Propriété publique

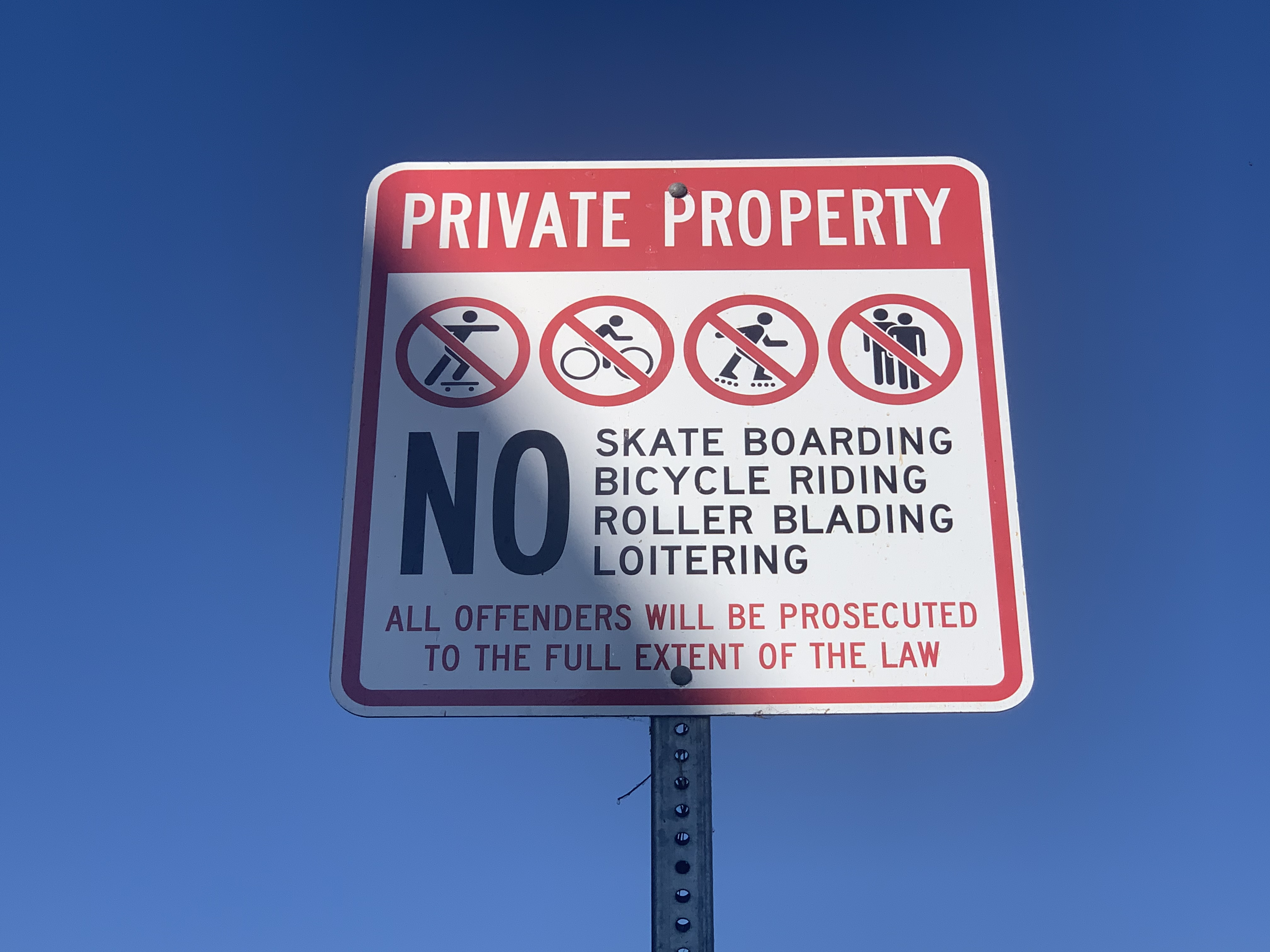

Au Canada, la propriété publique est la propriété de l'État ou entité assimilable, par opposition à la propriété privée des particuliers, des communautés de particuliers et des entreprises. 
Plusieurs propriétés publiques sont librement accessibles au public. On peut citer les bibliothèques, les parcs, les forêts, les routes, les musées à certaines dates, etc. 
En France, on ne parle pas spécifiquement de propriété publique, mais selon le cas d'autres expressions peuvent désigner des expressions liées telles que: domaine public, Établissement public, ou d'entreprise publique.

## Histoire

### Rome antique
Dans la Rome antique, on distinguait entre l'Ager publicus : territoire qui appartient au peuple romain, propriété commune, c'est-à-dire domaine public ; et l'Ager romanus : territoire qui appartient à Rome.
Si le concept est ancien, l'expression propriété publique en elle-même est plus récente et a pris une signification particulière.

### Révolution française et indépendance des États-Unis
En 1773, le livre l' Alambic des loix critique les personnes/seigneurs qui «jouissent de l'alégresse de la
propriété publique sans crainte».
Peu avant la révolution française, l'expression de propriété publique apparaît dans un ouvrage de 1775. 
Il est alors écrit au sujet de la Compagnie des Indes, qu'«un privilège exclusif, qui n'est ni ne peut être en lui-même qu'une violation de la propriété publique de tous les Citoyens ne saurait jamais former une véritable propriété particulière.»
Avant la révolution, est édité un livre qui définit les «Chofes de propriété publique & commune» comme

« celles sur lesquelles aucun particulier n'a de propriété exclusive telles font les fontaines, les champs communs, dont l'usage peut bien être limité aux habitans d'une ville d'un bourg ou d'un village exclusivement aux habitans d'un
autre endroit mais qui ne peut être disputé à aucun de ceux qui composent la communauté pour laquelle ces Choses font établies. »

— M. G**** ,  Répertoire universel et raisonné de jurisprudence civile, criminelle, canonique et bénéficiale  
Le tome 4 de l' Encyclopédie méthodique, consacré à la jurisprudence, indique à l'époque que la propriété publique est ce qui, n'appartenant à personne, est à la disposition du roi ou des seigneurs justiciers.
Avec la révolution, la thématique de la propriété publique sera par la suite débattue dans le domaine du partage des biens du clergé, de la noblesse et ceux du domaine public.

### Loi constitutionnelle du Canada de 1867 à 1982
Au Canada, la Loi constitutionnelle de 1867 introduit la notion de propriété publique dans l'énuméré 1A de l'article 91, énuméré intitulé «La dette et la propriété publiques» tombant, sous l'effet de cette loi, que celles-ci sont sous l’autorité législative exclusive du parlement du Canada plutôt que sous celle de la Reine ou aux législatures des provinces.
Ainsi, si l'expression propriété publique dans le sens du XVIIIe siècle est tombée en désuétude en France, l'expression est ancrée dans le marbre constitutionnel canadien.

## Jurisprudence
En 2007 au Canada, il apparaît que le caractère fédéral de la propriété publique lui permet de pas être soumise aux règlements locaux .